# デイヴィッド・ヘネシー (第3代ウィンドルシャム男爵)
第3代ウィンドルシャム男爵デイヴィッド・ジェイムズ・ジョージ・ヘネシー（英: David James George Hennessy, 3rd Baron Windlesham, CVO, PC、1932年1月28日 - 2010年12月21日）は、イギリスの政治家、実業家、貴族、陸軍軍人。
1973年から1974年にかけてヒース内閣で貴族院院内総務を務めた。

## 経歴
1932年1月28日、第2代ウィンドルシャム男爵ジェイムズ・ヘネシーとその妻アンジェラ（旧姓ダガン）の間の長男として生まれる。
英軍占領下リビア・トリポリで国民兵役によりグレナディアガーズに入隊した。
アンプルフォース・カレッジを経てオックスフォード大学トリニティ・カレッジへ進学した。
1958年から1962年までウェストミンスターシティ地方議会の議員を務める。
1959年から1960年と1962年から1963年にかけてはボウ・グループの社長を務めた。
1962年11月16日に第3代ウィンドルシャム男爵位を継承し、貴族院議員となった。
1967年から1970年にかけてはグランピオン・テレビの常務取締役（managing director）を務めた。
貴族院議員としては保守党に所属し、ヒース内閣下の1970年から1972年にかけて内務省担当閣外大臣、1972年から1973年にかけて北アイルランド省担当閣外大臣を務めた。さらに1973年6月から1974年10月にかけて貴族院院内総務と王璽尚書を務めた。1973年に枢密顧問官に列する。
1999年の貴族院改革で世襲貴族の議席は92議席に限定され、ほとんどの世襲貴族が議席を失ったが、ウィンドルシャム卿は一代貴族ヘネシー男爵に叙されることで貴族院の議席を保った。
2010年12月21日に死去した。ウィンドルシャム男爵位は長男のジェイムズが継承した。

## 栄典

### 爵位・準男爵位
1962年11月16日の父ジェイムズ・ヘネシーの死去により以下の爵位・準男爵位を継承した
- サリー州におけるウィンドルシャムの第3代ウィンドルシャム男爵 (3rd Baron Windlesham, of Windlesham in the County of Surrey)
(1937年2月22日の勅許状による連合王国貴族爵位)
- (ウィンチェスターの)第3代準男爵 (3rd Baronet, "of Winchester")
(1927年1月24日の勅許状による連合王国準男爵位)

1999年11月16日に以下の一代貴族爵位に叙された
- サリー州におけるウィンドルシャムのヘネシー男爵 (Baron Hennessy, of Windlesham in the County of Surrey)
(勅許状による連合王国一代貴族爵位)

### 勲章
- 1981年、ロイヤル・ヴィクトリア騎士団(勲章)コマンダー (CVO)[1]

## 家族
1965年にルパート・グリン中佐の娘プルーデンス・グリン(1935-1986)と結婚。彼女との間に以下の2子を儲ける。
- 長女ヴィクトリア・ジェーン・ヘネシー (1966-)
- 長男ジェイムズ・ルパート・ヘネシー (1968-) 第4代ウィンドルシャム男爵位を継承